# Villahán
Villahán település Spanyolországban, Palencia tartományban. Villahán Tabanera de Cerrato, Herrera de Valdecañas, Quintana del Puente, Palenzuela és Peral de Arlanza községekkel határos. Lakosainak száma 99 fő (2024).

## Népesség
A település népessége az elmúlt években az alábbi módon változott:
| Lakosok száma | 134  | 124  | 114  | 116  | 111  | 104  | 105  | 106  | 97   | 99   |
|               | 2001 | 2004 | 2007 | 2009 | 2012 | 2014 | 2017 | 2019 | 2022 | 2024 |